# Barakat Al-Harthi
Barakat Mubarak Al-Harthi (in arabo بركات مبارك الحارثي‎?; 15 giugno 1988) è un velocista omanita.

## Palmarès
| Anno | Manifestazione      | Sede           | Evento      | Risultato  | Prestazione | Note                                     |
| ---- | ------------------- | -------------- | ----------- | ---------- | ----------- | ---------------------------------------- |
| 2009 | Mondiali            | Berlino        | 100 m piani | Batteria   | 10"41       |                                          |
| 2009 | Campionati asiatici | Canton         | 100 m piani | Bronzo     | 10"45       |                                          |
| 2009 | Campionati asiatici | Canton         | 4×100 m     | 8º         | 40"37       |                                          |
| 2010 | Asiatici indoor     | Teheran        | 60 m piani  | Argento    | 6"68        |                                          |
| 2010 | Giochi asiatici     | Canton         | 100 m piani | Bronzo     | 10"28       |                                          |
| 2010 | Giochi asiatici     | Canton         | 4×100 m     | 7º         | 40"02       |                                          |
| 2011 | Campionati asiatici | Kōbe           | 100 m piani | 6º         | 10"38       |                                          |
| 2012 | Giochi olimpici     | Londra         | 100 m piani | Batteria   | 10"41       |                                          |
| 2013 | Campionati asiatici | Pune           | 100 m piani | Bronzo     | 10"30       |                                          |
| 2013 | Campionati asiatici | Pune           | 4×100 m     | Finale     | dnf         |                                          |
| 2013 | Mondiali            | Mosca          | 100 m piani | Batteria   | 10"53       |                                          |
| 2014 | Asiatici indoor     | Hangzhou       | 60 m piani  | Batteria   | dq          |                                          |
| 2014 | Mondiali indoor     | Sopot          | 60 m piani  | Semifinale | 6"68        | Miglior prestazione personale stagionale |
| 2014 | Giochi asiatici     | Incheon        | 100 m piani | 7º         | 10"29       |                                          |
| 2014 | Giochi asiatici     | Incheon        | 200 m piani | 7º         | 21"17       |                                          |
| 2014 | Giochi asiatici     | Incheon        | 4×100 m     | Batteria   | dq          |                                          |
| 2015 | Campionati asiatici | Wuhan          | 100 m piani | 7º         | 10"29       |                                          |
| 2015 | Campionati asiatici | Wuhan          | 200 m piani | Semifinale | dns         |                                          |
| 2015 | Campionati asiatici | Wuhan          | 4×100 m     | 7º         | 39"75       |                                          |
| 2015 | Mondiali            | Pechino        | 100 m piani | Batteria   | 10"24       |                                          |
| 2016 | Giochi olimpici     | Rio de Janeiro | 100 m piani | Batteria   | 10"22       |                                          |
| 2018 | Asiatici indoor     | Teheran        | 60 m piani  | 5º         | 6"72        |                                          |
| 2018 | Giochi asiatici     | Giacarta       | 100 m piani | Semifinale | 10"33       |                                          |
| 2018 | Giochi asiatici     | Giacarta       | 4×100 m     | Batteria   | 39"76       |                                          |
| 2019 | Campionati asiatici | Doha           | 100 m piani | Semifinale | 10"30       | Miglior prestazione personale stagionale |
| 2019 | Campionati asiatici | Doha           | 4×100 m     | Bronzo     | 39"36       | Record nazionale                         |
| 2021 | Giochi olimpici     | Tokyo          | 100 m piani | Batteria   | 10"31       |                                          |
| 2023 | Campionati asiatici | Bangkok        | 100 m piani | Semifinale | 10"60       |                                          |
| 2023 | Campionati asiatici | Bangkok        | 4x100 m     | 5º         | 39"17       | Record nazionale                         |
| 2023 | Giochi asiatici     | Hangzhou       | 100 m piani | Semifinale | 10"50       |                                          |
| 2023 | Giochi asiatici     | Hangzhou       | 4x100 m     | Batteria   | dq          |                                          |